# Contre-la-montre féminin aux championnats du monde de cyclisme sur route 1995
Navigation
1994 1996
Le contre-la-montre féminin des championnats du monde de cyclisme sur route 1995 a lieu le 4 octobre 1995. Il est disputé sur une distance de 26,1 km entre Tuta et Tunja, dans le département de Boyacá, en Colombie. Il est remporté par la Française Jeannie Longo.

## Classement
|                                    | Coureur               | Pays             | Temps         |
| ---------------------------------- | --------------------- | ---------------- | ------------- |
| Médaille d'or, Coupe du Monde      | Jeannie Longo         | France           | 44 min 27 s 3 |
| Médaille d'argent, Coupe du Monde  | Clara Hughes          | Canada           | 45 min 38 s 7 |
| Médaille de bronze, Coupe du Monde | Kathy Watt            | Australie        | 45 min 52 s 3 |
| 4                                  | Valentina Polkhanova  | Russie           | 47 min 2 s 5  |
| 5                                  | Karen Kurreck         | États-Unis       | 47 min 17 s 4 |
| 6                                  | Jeanne Golay          | États-Unis       | 47 min 42 s 4 |
| 7                                  | Catherine Marsal      | France           | 47 min 52 s 3 |
| 8                                  | Zulfiya Zabirova      | Russie           | 47 min 53 s 7 |
| 9                                  | Maritza Corredor      | Colombie         | 49 min 9 s 4  |
| 10                                 | Tea Vikstedt-Nyman    | Finlande         | 49 min 43 s 1 |
| 11                                 | Jolanta Polikevičiūtė | Lituanie         | 49 min 50 s 7 |
| 12                                 | Rebecca Bailey        | Nouvelle-Zélande | 50 min 6 s 5  |
| 13                                 | Yvonne McGregor       | Royaume-Uni      | 50 min 6 s 8  |
| 14                                 | Maria Jongeling       | Pays-Bas         | 50 min 8 s 9  |
| 15                                 | Deirdre Demet-Barry   | États-Unis       | 50 min 16 s 3 |
| 16                                 | Judith Arndt          | Allemagne        | 50 min 23 s 1 |
| 17                                 | Rasa Polikevičiūtė    | Lituanie         | 51 min 1 s 4  |
| 18                                 | Petra Rossner         | Allemagne        | 51 min 1 s 7  |
| 19                                 | Susanne Ljungskog     | Suède            | 51 min 9 s 5  |
| 20                                 | Imelda Chiappa        | Italie           | 51 min 11 s 0 |
| 21                                 | Anne Samplonius       | Canada           | 51 min 18 s 0 |
| 22                                 | Teodora Ruano         | Espagne          | 52 min 2 s 3  |
| 23                                 | Valentina Karpenko    | Ukraine          | 52 min 3 s 2  |
| 24                                 | Jacqueline Nelson     | Nouvelle-Zélande | 52 min 17 s 6 |
| 25                                 | Belem Guerrero        | Mexique          | 52 min 41 s 4 |
| 26                                 | Tracey Watson         | Australie        | 52 min 52 s 2 |
| 27                                 | Zinaida Stahurskaia   | Biélorussie      | 53 min 1 s 1  |
| 28                                 | Maureen Kaila Vergara | Salvador         | 53 min 11 s 3 |
| 29                                 | Wang Qingzhi          | Chine            | 53 min 13 s 8 |
| 30                                 | Lenka Ilavská         | Slovaquie        | 53 min 26 s 1 |
| 31                                 | Meike de Bruijn       | Pays-Bas         | 53 min 35 s 3 |
| 32                                 | Cabre Florencio       | Espagne          | 54 min 49 s 7 |
| 33                                 | Oxana Golberg         | Kazakhstan       | 54 min 53 s 2 |
| 34                                 | Elena Malikova        | Bulgarie         | 54 min 58 s 9 |
| 35                                 | Ma Huizhen            | Chine            | 55 min 6 s 8  |
| 36                                 | Elena Tchalykh        | Ukraine          | 55 min 15 s 1 |
| 37                                 | Consuelo Giraldo      | Colombie         | 55 min 44 s 3 |
| 38                                 | Patricia Santiago     | Argentine        | 56 min 33 s 0 |
| 39                                 | Alla Vassilenko       | Kazakhstan       | 57 min 42 s 0 |
| —                                  | Rolangela Mestrinel   | Brésil           | abandon       |
| —                                  | Mi Young-Kang         | Corée du Sud     | non-partant   |
| —                                  | Yi-Wen Lu             | Taipei chinois   | non-partant   |
| —                                  | Chung Mi-Song         | Corée du Sud     | non-partant   |
| —                                  | Camille Solis         | Belgique         | non-partant   |